# Hans Daams
Johannes (Hans) Wilhelmus Antonius Daams (nascido em 19 de janeiro de 1962) é um ex-ciclista holandês. Se tornou profissional em 1985 e permaneceu até 1989. Como amador, representou os Países Baixos nos Jogos Olímpicos de Verão de 1984 em Los Angeles, competindo na prova de estrada individual, onde ele não terminou a corrida.
Sua filha, Jessie Daams, também é uma ciclista de estrada profissional.